# طواف النمسا 2017
طواف النمسا 2017 (بالألمانية: Int. Österreich-Rundfahrt-Tour of Austria )‏ هو سباق دراجات هوائية، وهو الموسم رقم 69 من نفس السباق، وأقيم خلال الفترة 2 يوليو 2017، وحتى 8 يوليو 2017، وامتدّ لمسافة 1192.2 كيلومتر، وهو أحد سباقات طواف أوروبا للدراجات 2017، وهو من نوع سباق المرحلة، وقد شارك في السباق 141 متسابقاً ووصل إلى نهايته 119 متسابقاً.
فاز فيه بالمركز الأول Stefan Denifl ‏، وبالمركز الثاني ديليو فرنانديز كروز، وبالمركز الثالث ميغل أنغل لوبز، والفريق الفائز في ترتيب الفرق دايمنشن داتا 2017.

## الفرق
| فرق عالمية (4)- Astana - Cannondale-Drapac - Dimension Data - Katusha-Alpecin فرق قارية محترفة (7)- Cofidis, Solutions Crédits - غازبروم روسفيلو ‏ - ديلكو ‏ - Israel Cycling Academy - CCC Development Team ‏ - أكوا بلو سبورت 2017 ‏ - رومبوت تشارلز ‏ فرق قارية (6)- Team Felt–Felbermayr ‏ - Sportland Niederösterreich ‏ - أدفاريكس هرينكو سيلينج 2017 ‏ - WSA KTM Graz p/b Leomo ‏ - فريق تيرول كيه تي إم للدراجات ‏ - فورارلبرغ 2017 ‏ فريق وطني- فريق إيطاليا لركوب الدراجات للرجال 2017 ‏ |  |
| |  |

## المراحل
| قائمة المراحل | قائمة المراحل | قائمة المراحل                   | قائمة المراحل      | قائمة المراحل | قائمة المراحل   | قائمة المراحل  |
| المرحلة       | التاريخ       | الدورة                          |                    | المسافة (كم)  | الفائز بالمرحلة | القائد العام   |
| ------------- | ------------- | ------------------------------- | ------------------ | ------------- | --------------- | -------------- |
| Prologue      | 2 يوليو       | غراتس – Schlossberg (Graz) ‏     | ضد الساعة          | 0.8           | أوسكار جاتو     | أوسكار جاتو    |
| 1             | 3 يوليو       | غراتس – فيينا                   | مرحلة جبلية        | 193.8         | إيليا فيفياني   | سيب فانمارك    |
| 2             | 4 يوليو       | فيينا – Pöggstall ‏              | مرحلة جبلية متوسطة | 199.6         | توم جيلتا سلاتر | سيب فانمارك    |
| 3             | 5 يوليو       | Wieselburg ‏ – Altheim, Austria ‏ | مرحلة جبلية        | 226.2         | إيليا فيفياني   | سيب فانمارك    |
| 4             | 6 يوليو       | زالتسبورغ – Kitzbüheler Horn ‏   | مرحلة جبلية        | 82.7          | ميغل أنغل لوبز  | Stefan Denifl ‏ |
| 5             | 7 يوليو       | كتسبويل – Alpendorf ‏            | مرحلة جبلية        | 212.5         | بين أوكونور     | Stefan Denifl ‏ |
| 6             | 8 يوليو       | Alpendorf ‏ – فيلز               | مرحلة جبلية        | 203.9         | كليمان فنتوريني | Stefan Denifl ‏ |

## التصنيف العام النهائي
| التصنيف العام | التصنيف العام        | التصنيف العام | التصنيف العام                | التصنيف العام  |        |
| الدراج        | الدراج               | البلد         | الفريق                       | الوقت          | السرعة |
| ------------- | -------------------- | ------------- | ---------------------------- | -------------- | ------ |
| 1.            | Stefan Denifl ‏       | النمسا        | Aqua Blue Sport              | 27 س 10 د 07 ث |        |
| 2.            | ديليو فرنانديز كروز  | إسبانيا       | Delko-Marseille Provence-KTM | + 37 ث         |        |
| 3.            | ميغل أنغل لوبز       | كولومبيا      | أستانا                       | + 59 ث         |        |
| 4.            | فيليكس جروس شارتنر   | النمسا        | CCC Sprandi Polkowice        | + 1 د 00 ث     |        |
| 5.            | بين أوكونور          | أستراليا      | دايمنشن داتا                 | + 1 د 08 ث     |        |
| 6.            | جوليو سيكوني         | إيطاليا       | إيطاليا                      | + 2 د 06 ث     |        |
| 7.            | دانيال تيكليهايمانوت | إريتريا       | دايمنشن داتا                 | + 2 د 21 ث     |        |
| 8.            | Alexey Rybalkin ‏     | روسيا         | Gazprom-RusVelo              | + 2 د 32 ث     |        |
| 9.            | انجيل مادرازو        | إسبانيا       | Delko-Marseille Provence-KTM | + 2 د 46 ث     |        |
| 10.           | Martijn Tusveld ‏     | هولندا        | Roompot-Nederlandse Loterij  | + 2 د 50 ث     |        |

## وصلات خارجية
- الموقع الرسمي
- طواف النمسا 2017 على موقع إحصائيات الدراجات الإحترافية (الإنجليزية)